# Base aéronavale de Keflavik
 (juin 2024).
La mise en forme du texte ne suit pas les recommandations de Wikipédia : il faut le « wikifier ».
Les points d'amélioration suivants sont les cas les plus fréquents. Le détail des points à revoir est peut-être précisé sur la page de discussion.
- Les titres sont pré-formatés par le logiciel. Ils ne sont ni en capitales, ni en gras.
- Le texte ne doit pas être écrit en capitales (les noms de famille non plus), ni en gras, ni en italique, ni en « petit »…
- Le gras n'est utilisé que pour surligner le titre de l'article dans l'introduction, une seule fois.
- L'italique est rarement utilisé : mots en langue étrangère, titres d'œuvres, noms de bateaux, etc.
- Les citations ne sont pas en italique mais en corps de texte normal. Elles sont entourées par des guillemets français : « et ».
- Les listes à puces sont à éviter, des paragraphes rédigés étant largement préférés. Les tableaux sont à réserver à la présentation de données structurées (résultats, etc.).
- Les appels de note de bas de page (petits chiffres en exposant, introduits par l'outil «  Source ») sont à placer entre la fin de phrase et le point final[comme ça].
- Les liens internes (vers d'autres articles de Wikipédia) sont à choisir avec parcimonie. Créez des liens vers des articles approfondissant le sujet. Les termes génériques sans rapport avec le sujet sont à éviter, ainsi que les répétitions de liens vers un même terme.
- Les liens externes sont à placer uniquement dans une section « Liens externes », à la fin de l'article. Ces liens sont à choisir avec parcimonie suivant les règles définies. Si un lien sert de source à l'article, son insertion dans le texte est à faire par les notes de bas de page.
- La présentation des références doit suivre les conventions bibliographiques. Il est recommandé d'utiliser les modèles {{Ouvrage}}, {{Chapitre}}, {{Article}}, {{Lien web}} et/ou {{Bibliographie}}. Le mode d'édition visuel peut mettre en forme automatiquement les références.
- Insérer une infobox (cadre d'informations à droite) n'est pas obligatoire pour parachever la mise en page.

Pour une aide détaillée, merci de consulter Aide:Wikification.
Si vous pensez que ces points ont été résolus, vous pouvez retirer ce bandeau et améliorer la mise en forme d'un autre article.
Pour la partie civile de l'aéroport, voir Aéroport international de Keflavík.
La base aéronavale de Keflavik (NASKEF) est une base aérienne de la marine américaine située à l'aéroport international de Keflavík, en Islande, située sur la péninsule de Reykjanes, dans la partie sud-ouest de l'île. NASKEF a été fermé le 8 septembre 2006 et ses installations ont été reprises par l'Agence islandaise de défense comme base principale jusqu'au 1er janvier 2011, date à laquelle l'Agence a été supprimée et la base a été remise à la Garde côtière islandaise, qui a exploité la base jusqu'en 2017. Les forces américaines sont retournées à Keflavik en 2016, rénovant certaines parties de la base pour accueillir des P-8A dans des détachements expéditionnaires de courte durée,.
La base a été construite pendant la Seconde Guerre mondiale par l'armée américaine dans le cadre de sa mission visant à assurer la défense de l'Islande et à sécuriser les routes aériennes de l'Atlantique Nord. Elle servait à transporter du personnel, du matériel et des fournitures vers l'Europe. Conçue comme base de guerre temporaire en vertu d'un accord avec l'Islande et les Britanniques, les forces américaines se sont retirées en 1947, mais sont revenues en 1951 en tant que Force de défense islandaise résidant sur une base de l'Organisation du traité de l'Atlantique nord (OTAN). La base était régulièrement utilisée par l'armée américaine et d'autres alliés de l'OTAN pour des exercices militaires, la police de l'air de l'OTAN et d'autres tâches. En 2017, les États-Unis ont annoncé leur intention de moderniser le plus grand hangar de la base islandaise afin d'accueillir le nouvel avion Boeing P-8 Poseidon ASW.

## Histoire

### Arrière-plan

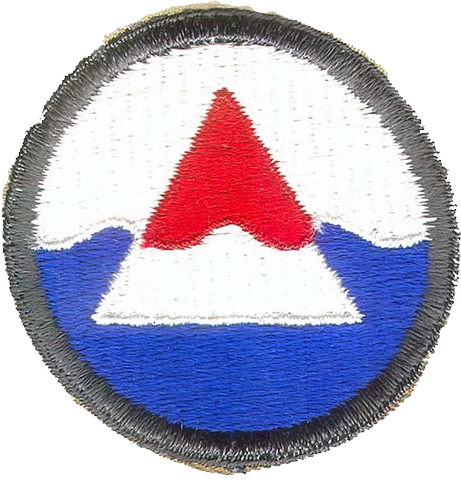
Emblème du commandement de la base islandaise

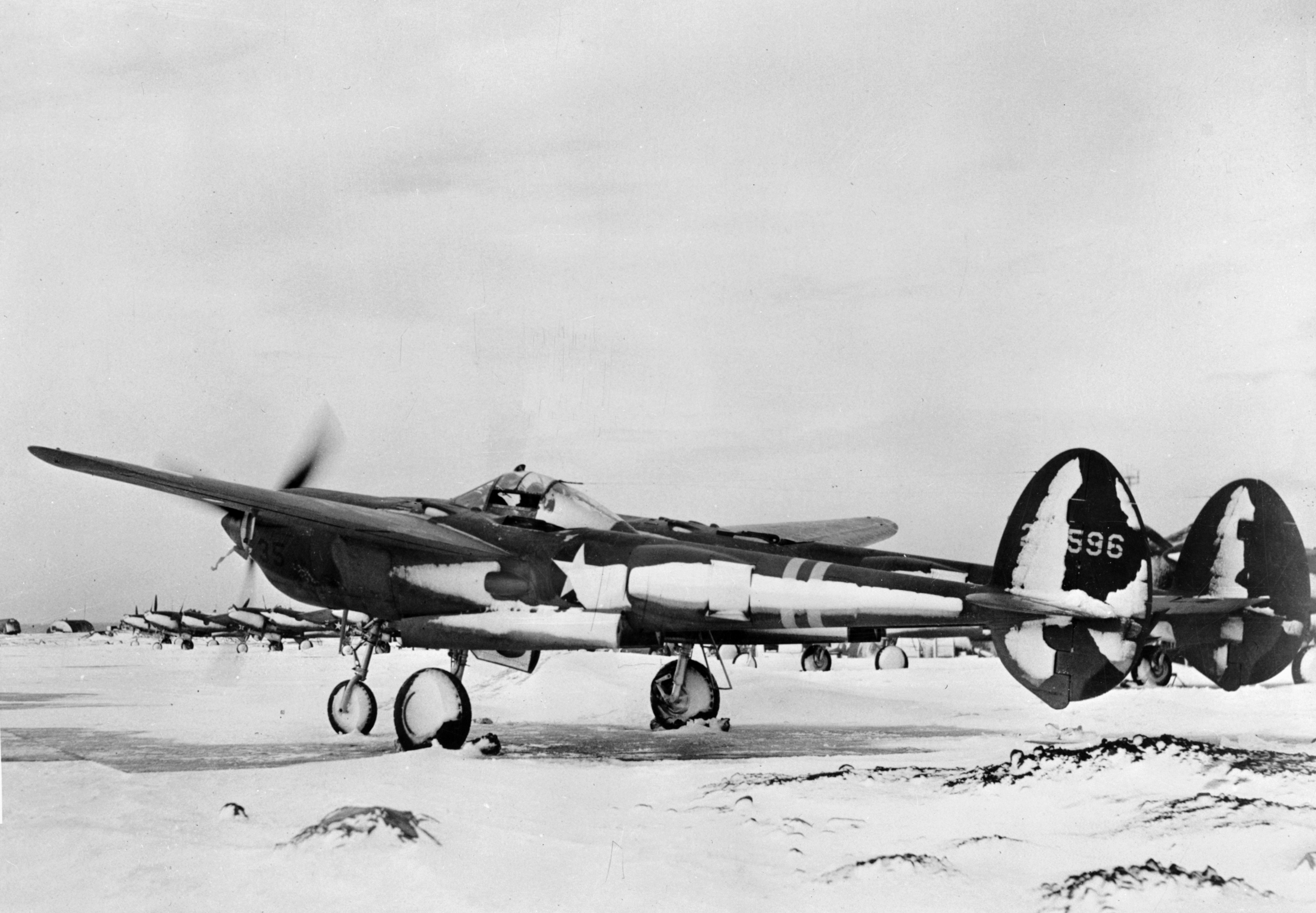
Lockheed P-38F-5-LO Lightning 42-12596 du 50e Escadron de chasse en Islande, 1942

Après avoir obtenu l'autonomie gouvernementale vis-à-vis du Danemark en 1918 avec la signature de l'Acte d'union dano-islandais d'une durée de 25 ans, l'Islande a suivi une politique de stricte neutralité dans les affaires internationales. En 1939, alors que la guerre était imminente en Europe, le Reich allemand fit pression pour obtenir des droits d'atterrissage pour les avions de la Deutsche Luft Hansa destinés à de prétendus vols transatlantiques. Le gouvernement islandais les a rejetés[réf. nécessaire].
La demande britannique d'établir des bases en Islande pour protéger les lignes d'approvisionnement vitales de l'Atlantique Nord après l'occupation du Danemark et de la Norvège par les forces allemandes en avril 1940 a également été rejetée, conformément à la politique de neutralité. En réponse, le 10 mai 1940, les habitants de Reykjavík se sont réveillés à la vue d'une force d'invasion britannique. Le gouvernement islandais proteste contre l'invasion mais demande à la population de traiter les forces d'occupation comme des invités.
À la suite de pourparlers entre le Premier ministre britannique Winston Churchill et le président américain Franklin D. Roosevelt, l'Islande a accepté un traité tripartite en vertu duquel les marines américains devaient relever la garnison britannique en Islande à la condition que toutes les forces militaires soient retirées d'Islande dès la fin de la guerre en Europe. Outre leur rôle de défense, les forces américaines ont construit l'aéroport de Keflavik, qui sert de point de ravitaillement pour les livraisons d'avions et les vols de fret à destination de l'Europe[réf. nécessaire].

### Période de la Seconde Guerre mondiale (années 1940)
L'aéroport a été construit par l'armée américaine pendant la Seconde Guerre mondiale, en remplacement d'une petite piste d'atterrissage britannique située à Garður, au nord. Il se composait de deux aérodromes distincts à deux pistes, construits simultanément à 4 km l'un de l'autre. Patterson Field, au sud-est, a ouvert ses portes en 1942, bien qu'il soit en partie inachevé. Il porte le nom d'un jeune pilote décédé en Islande. Meeks Field, au nord-ouest, est inauguré le 23 mars 1943. Il porte le nom d'un autre jeune pilote, George Meeks, décédé sur l'aérodrome de Reykjavík. Meeks Field, au nord-ouest, a ouvert ses portes le 23 mars 1943. Il porte le nom d'un autre jeune pilote, George Meeks, décédé sur l'aérodrome de Reykjavík, à la capitale. Patterson Field a été fermé après la guerre, mais Meeks Field et les structures adjacentes ont été remises sous le contrôle de l'Islande et rebaptisées Naval Air Station Keflavik en l'honneur de la ville voisine de Keflavík. En 1951, l'armée américaine est revenue à l'aéroport dans le cadre d'un accord de défense entre l'Islande et les États-Unis signé le 5 mai 1951.
Avec la fin de la guerre en Europe, l'aéroport de Keflavik est devenu un point de transit pour les avions revenant du théâtre d'opérations européen vers les États-Unis. Les activités aériennes américaines ayant été fortement réduites en Europe dans les mois qui ont suivi la guerre, les opérations aériennes américaines ont également été réduites en vue du transfert de la base au gouvernement islandais à la fin de l'année 1946. Après l'élimination de tous les équipements et fournitures excédentaires non critiques, toutes les activités aériennes américaines ont pris fin sur l'aérodrome le 11 mars 1947.

### Époque du service de transport aérien militaire (1951-1961)

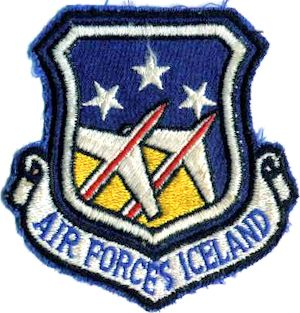
Emblème de l'USAF Islande

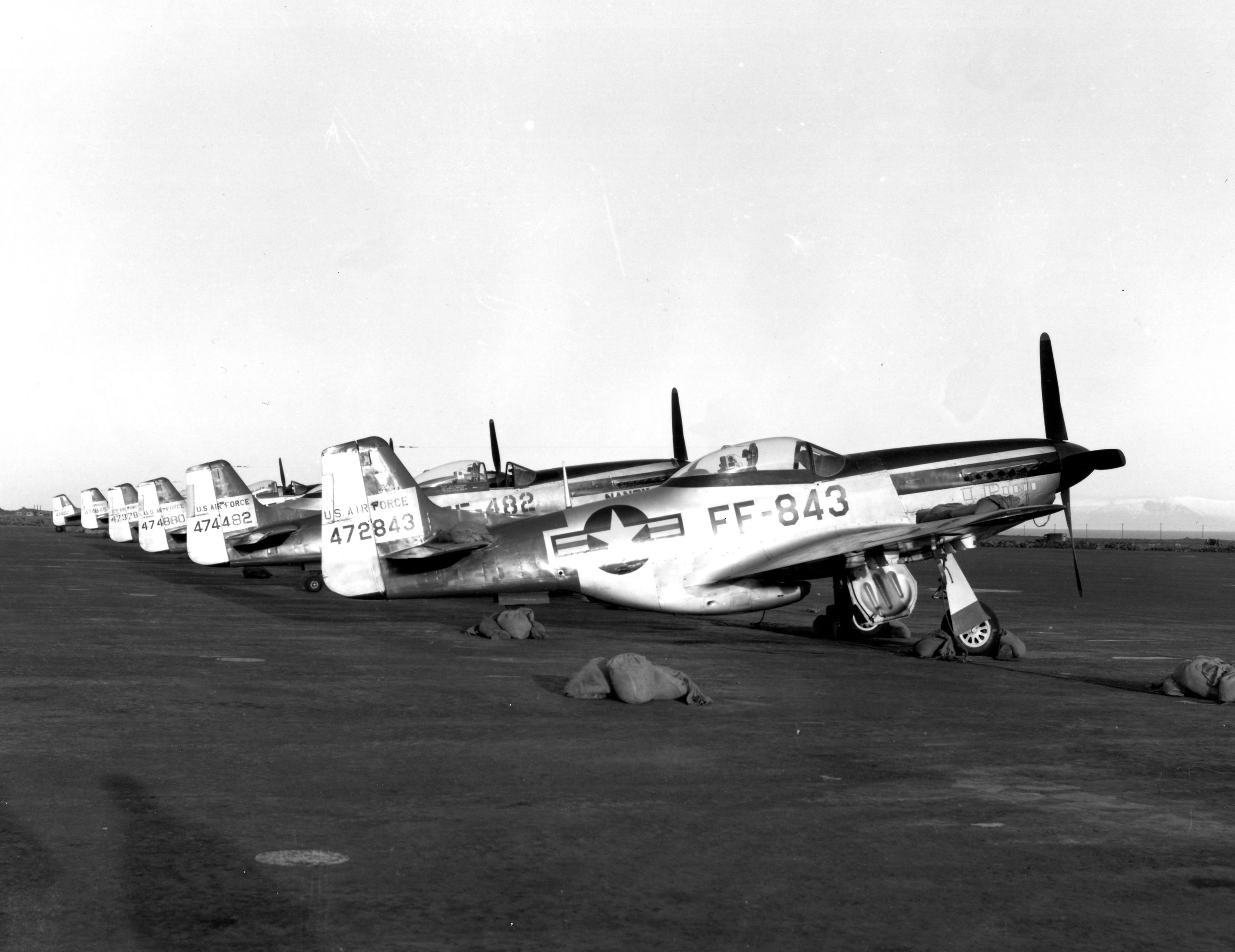
F-51D Mustang nord-américains du 192e Escadron de chasseurs-bombardiers (Nevada Air National Guard) stationnés à Keflavik 1952-1953

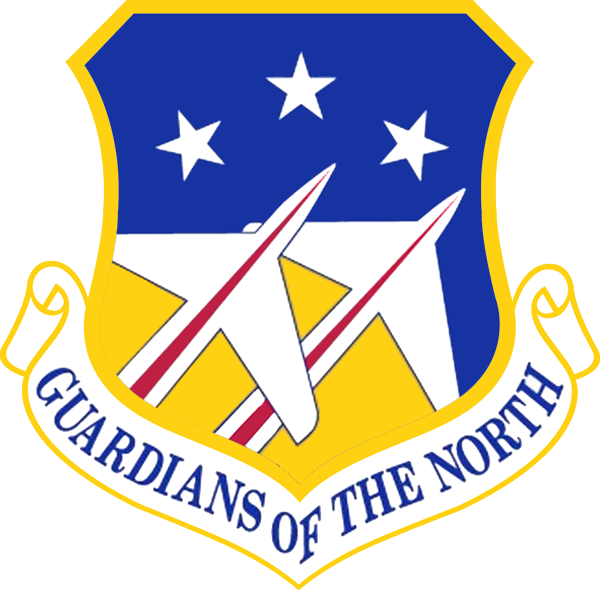
Emblème du 85ème Groupe

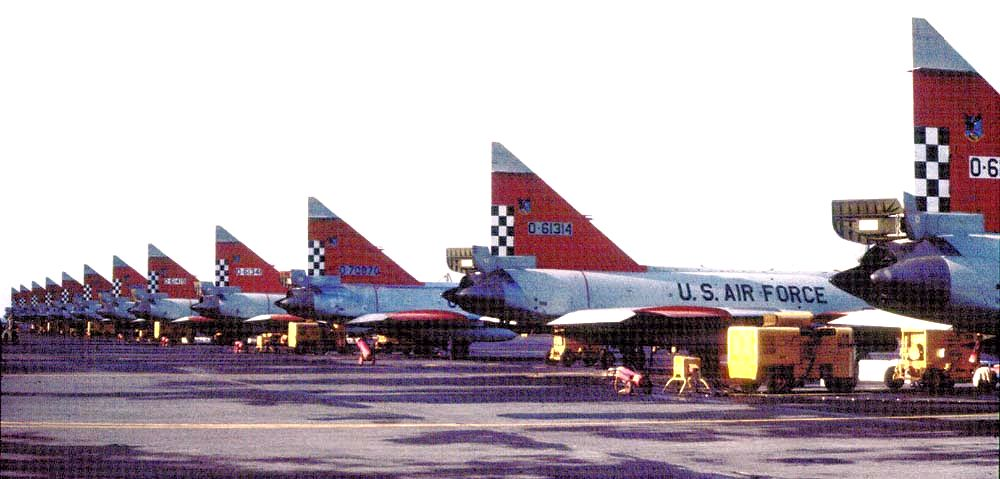
57e Escadron de chasseurs intercepteurs F-102 à l'aéroport de Keflavik, 1973

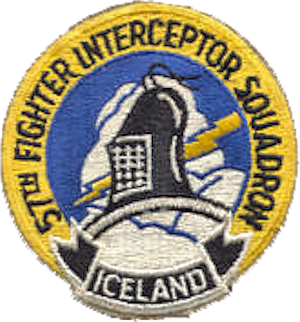
Patch du 57e Escadron de chasseurs intercepteurs (Les Chevaliers noirs)

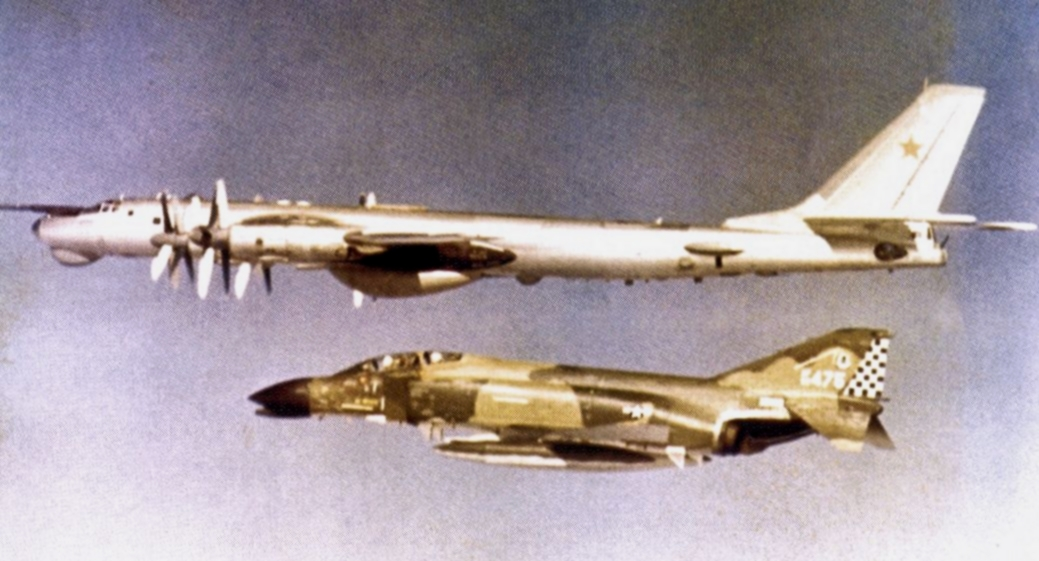
Un 57e FIS F-4C avec un Tu-95 Bear soviétique en 1973.

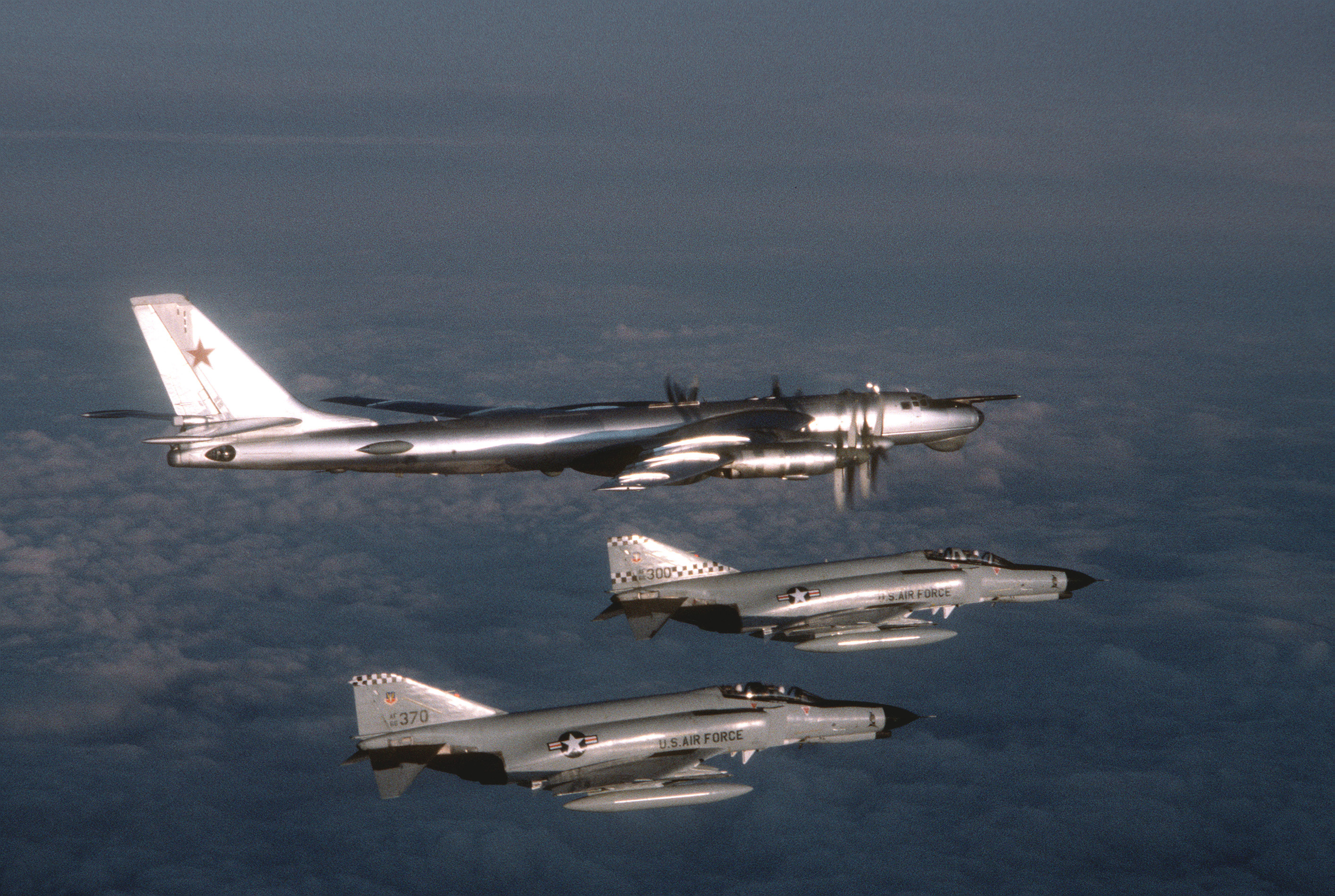
57e FIS F-4E interceptant un Tu-95 Bear D soviétique en 1980.

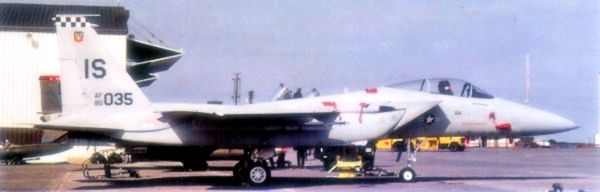
F-15C-28-MC Eagle (s/n 80-0035) du 57th Fighter Interceptor Squadron, 1986

Un autre accord signé entre les États-Unis et l'Islande en 1946 autorisait l'utilisation continue de la base par les États-Unis. Les États-Unis ont assuré toute la maintenance et l’exploitation de l’aéroport par l’intermédiaire d’un entrepreneur civil américain. American Overseas Airlines, suivie du personnel de l'Airport Overseas Corporation qui exploitèrent la partie militaire de l'aéroport de Keflavik après son retour sous contrôle islandais à la fin du mois de mars 1947.
En 1949, l'Islande a voté en faveur de son adhésion à l'Organisation du traité de l'Atlantique nord (OTAN) au milieu de protestations contre la militarisation du pays par les États-Unis. La base a acquis alors un statut d'importance stratégique significative dans la guerre froide. Bien que réticents à autoriser le stationnement de troupes étrangères en grand nombre sur leur sol, les responsables islandais ont décidé que l’adhésion à l’OTAN à elle seule n’était pas une défense suffisante. A la demande de l'OTAN, l'Islande a donc conclu un accord de défense directement avec les États-Unis[réf. nécessaire]. Ce fut le début de la Force de défense islandaise.
Le 25 mai 1951, l'US Air Force (USAF) rétablit sa présence à l'aéroport de Keflavik avec le stationnement du 1400th Air Base Group. La juridiction de l'aéroport était assurée par le Service du transport aérien militaire (MATS). MATS a rétabli un terminal militaire et un point de ravitaillement pour le service aérien transatlantique entre les États-Unis et l'Europe à Keflavik. Les unités MATS (plus tard Military Airlift Command et Air Mobility Command) sont restées à l'aéroport jusqu'au retrait des unités militaires américaines d'Islande en 2006.
Entre 1947 et 195&, alors que la base était exploitée par une entreprise civile américaine, la plupart des structures temporaires de la Seconde Guerre mondiale sont restées vides et se sont gravement détériorées. Le complexe aéroportuaire, l'un des plus grands au monde pendant la guerre, avait également besoin d'être modernisé pour accueillir des avions plus modernes. L'entreprise avait donc prolongé une piste, construit un nouveau terminal pour passagers et un hôtel, un hangar pour avions, un hôpital, des logements et d'autres installations pour le personnel de l'aéroport. Mais cela s'est avéré insuffisant pour la nouvelle Force de défense, et des installations supplémentaires ont donc dû être construites rapidement. Un programme de reconstruction accéléré a été lancé et des logements temporaires ont été érigés pendant la construction de logements permanents. L'aérodrome a été agrandi par la société Nello L. Teer  et deux nouveaux hangars pour avions ont été construits. La plupart de ces travaux furent achevés en 1957.
Peu après le retour des forces américaines à Keflavik. Le Commandement de la défense aérienne (ADC) a établi une station radar temporaire à l'aéroport, équipée de radars AN/TPS-1 et AN/TPS-3A de la Seconde Guerre mondiale qui ont fonctionné jusqu'à ce qu'une station radar permanente puisse être construite à proximité de Rockville AS, juste au nord de la base de Keflavik[réf. nécessaire].
Entre 1952 et 2006, l'armée de l'air islandaise a assuré la défense aérienne de l'Islande, exploité l'aéroport de Keflavik et fourni un soutien de base à toutes les forces militaires américaines en Islande participant à sa défense dans le cadre de l'OTAN. Elle est également une composante de l'armée de l'air de la force de défense islandaise de l'OTAN.
L'ADC, rebaptisé plus tard Aerospace Defense Command, a utilisé l'installation pour la surveillance aérienne de l'Islande et de l'Atlantique Nord, employant des chasseurs F-102 Delta Dagger puis F-4C Phantom II comme intercepteurs. Plus de 1 000 interceptions d'avions soviétiques ont eu lieu à l'intérieur de la zone d'identification de la défense aérienne militaire (ADIZ) d'Islande durant la guerre froide[réf. nécessaire].

### L'ère de la marine américaine (années 1960-2000)
La marine américaine a assumé la responsabilité de gérer la station aérienne depuis MATS en 1961[réf. nécessaire].
En 1974, la nouvelle proposition du gouvernement islandais de fermer la base a déclenché une pétition qui a recueilli 55 000 signatures, soit environ un quart de la population de l'ensemble du pays. Cela a conduit à l'effondrement de la coalition au pouvoir et à la tenue des élections parlementaires islandaises de 1974.
Le 1er octobre 1979, le Tactical Air Command (TAC) a absorbé les actifs de l'ADC et les avions F-4E Phantom II du 57th Fighter Interceptor Squadron (57 FIS). En juillet 1985, les F-15C et F-15D ont remplacé les F-4 vieillissants, et le code de queue « IS » a été attribué aux Forces aériennes d'Islande (AFI)[réf. nécessaire]. 
Au plus fort de la guerre froide dans les années 1980, Keflavik a également accueilli des avions E-3 Sentry AWACS en rotation et des avions KC-135 Stratotanker du CONUS pour soutenir la mission de défense aérienne et des avions HC-130 Hercules en rotation de la RAF Woodbridge du 67th Aerospace Rescue. et Recovery Squadron pour soutenir leur détachement d'hélicoptères HH-3 Jolly Green Giant basés à Keflavik et plus tard HH-60G Pave Hawk dans leur mission de recherche et de sauvetage.
À partir de 1984, le 932e Escadron de contrôle aérien a établi un centre de contrôle des opérations radar à Keflavik qui coordonnait les intercepteurs du 57e FIS avec les contacts passant par la brèche GIUK. Il a reçu des données radar à longue portée de cinq sites radar : les quatre sites en Islande plus une liaison de données du radar Tórshavn AS dans les îles Féroé. Tórshavn était située au sommet du mont Sornfelli. Le ROCC est resté actif jusqu'au chiffre d'affaires de l'établissement en 2006.
Les Forces aériennes d'Islande ont poursuivi la mission de défense aérienne de l'Islande en tant qu'organisation locataire à Keflavik. Elles ont été placées sous le commandement de l'ADC jusqu'en 1979 et sous le commandement de la TAC jusqu'en 1992. Le 1er juin 1992, l'Air Combat Command (ACC) a pris le commandement et le contrôle d'AFI et de la 57 FIS. Moins d'un an plus tard, le 57e FIS a été redésigné en tant que 57e escadron de chasse (57 FS) et réaffecté à la 35e escadre de chasse qui a été transférée de la fermeture de la base aérienne de George, en Californie[réf. nécessaire].
Le 1er octobre 1994, le 35e Escadron a été inactivé à Keflavik et réactivé le même jour à la base aérienne de Misawa à Misawa, au Japon. Le 35e Escadron a été remplacée par le 85e Escadron nouvellement activé. Le 1er mars 1995, le 57e FS a été inactivé et la force d'interception a été remplacée par des avions de combat F-15 Eagle de la Regular Air Force et de l'Air National Guard effectuant une rotation tous les 90 jours vers l'Islande jusqu'à ce que l'USAF désactive le 85e groupe en 2002. Les forces aériennes des États-Unis en Europe (USAFE) ont repris les responsabilités de l'ACC à Keflavik le 1er octobre 2002 dans le cadre d'une restructuration plus vaste des commandements unifiés.
Le 85e a été réduit à un niveau de groupe et a pris en charge les déploiements en rotation. Le 85e Groupe a continué à soutenir les déploiements en rotation jusqu'à ce qu'il soit inactivé lors d'une cérémonie le 28 juin 2006, à la suite de la réduction des forces de l'USAF en Islande. Tous les chasseurs en rotation sont partis et le 56e Escadron de sauvetage a cessé ses opérations à la fin de l'exercice[réf. nécessaire].

### Désactivation et utilisation post-militaire (2006-2015)
Le 15 mars 2006, l'ambassadeur des États-Unis en Islande a annoncé que les États-Unis avaient décidé de réduire considérablement la taille des forces de défense islandaises.
Au cours d'une transition de six mois visant à réduire la présence militaire en Islande, la plupart des installations ont fermé et la plupart des militaires sont partis, laissant derrière eux une équipe de base composée de membres du service actif et de la réserve pour terminer le travail.
À la mi-juillet 2006, de nombreux conjoints de militaires et membres du personnel militaire en service actif avaient été transférés.
Le 8 septembre 2006, le dernier commandant de la NASKEF, le capitaine Mark S. Laughton, a présidé une cérémonie procédant à la suppression de la base aérienne.
Le 26 octobre, le gouvernement islandais a créé la Keflavik Airport Development Corporation ou Kadeco, chargée de convertir les parties de la base qui ne sont plus nécessaires à un usage civil.

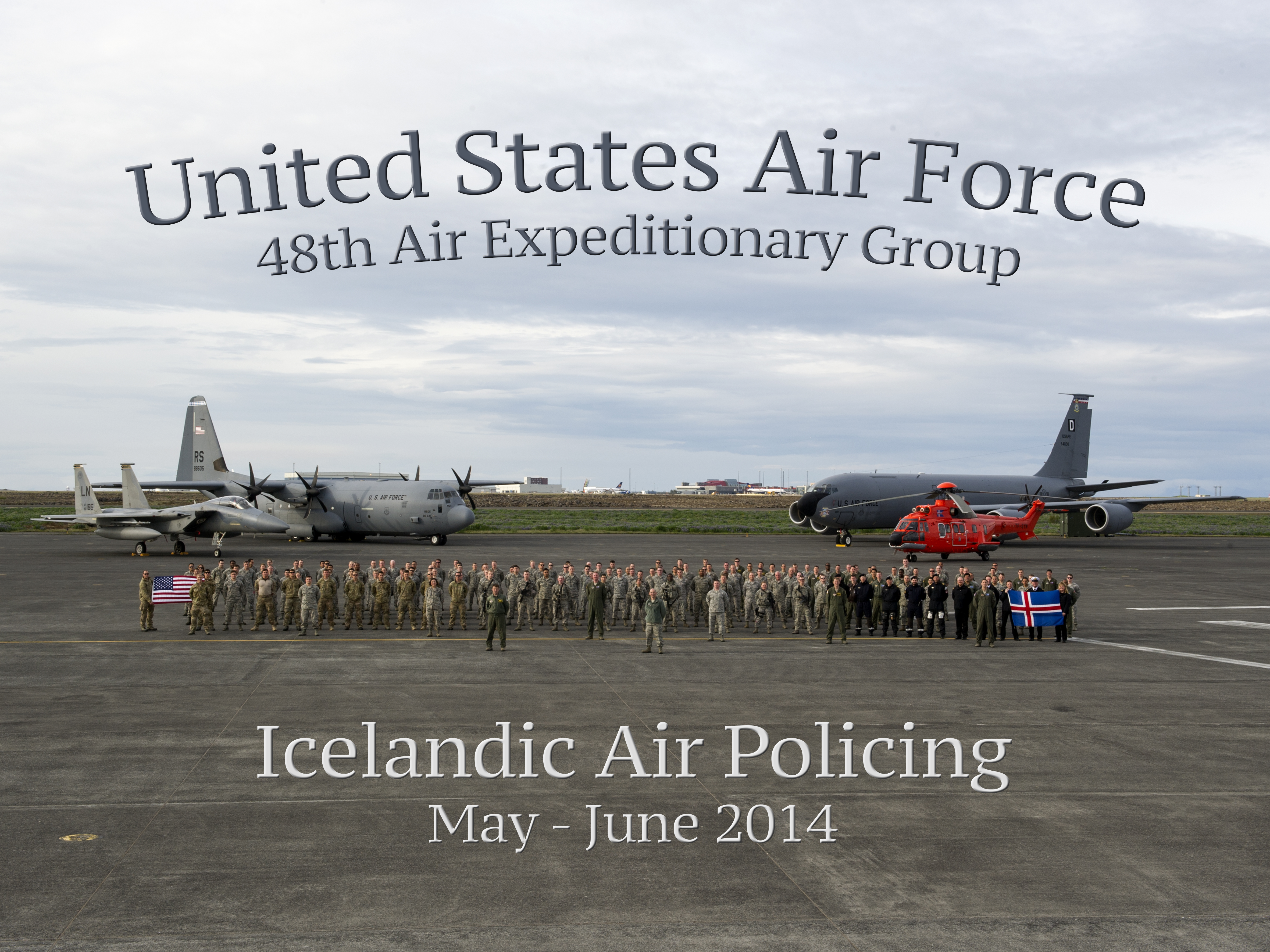
Police aérienne islandaise 2014 (photo de groupe USAFE-AFAFRICA).

Depuis mai 2008, Keflavik accueille périodiquement des chasseurs, des AWACS et des avions de soutien de l'OTAN participant aux déploiements de la police de l'air islandaise,.
En janvier 2010, Verne Holdings a annoncé avoir reçu un financement en fonds propres du Wellcome Trust pour construire un centre de données à Keflavik. Le centre de données tirera parti de l'énergie géothermique disponible et du refroidissement gratuit pour minimiser son empreinte carbone.

### Réactivation (2015 – présent)
En septembre 2015, les médias ont rapporté que des représentants du gouvernement américain avaient exprimé le souhait de rouvrir certains aspects de la base de l'OTAN de la station aéronavale de Keflavik, afin de faire face à l'augmentation de l'activité militaire russe autour de l'Islande,.
En 2016, les États-Unis ont commencé à préparer la mise en place de patrouilles régulières sur la base et ont annoncé en 2017 leur intention de construire de nouveaux hangars pour accueillir les avions P-8 Poseidon de la marine.
Depuis 2021, les États-Unis ont repris l'utilisation de la base pour le déploiement de bombardiers furtifs B-2 Spirit, parmi d'autres avions.

### Noms des stations
- Zone administrative de Reykjavik, 6 août 1941
- Meeks Field, 1er juillet 1942
- Aéroport de Keflavik*, 25 octobre 1946 – 28 juin 2006

Sous la juridiction de la marine américaine, du 1er juillet 1961 jusqu'au 28 juin 2006
Les unités de l'armée de l'air américaine sont passées du statut d'hôte à celui de locataire le 1er juillet 1961, lorsque l'U.S. Navy a pris le contrôle de l'installation.
L'installation a été rebaptisée U.S. Naval Station Keflavik ; l'aéroport de Keflavik est devenu l'un de ses locataires.

### Principaux commandements de l'USAF
- Commandement de la base islandaise, armée américaine, février 1942
- Théâtre d'opérations européen, armée des États-Unis (ETOUSA), 10 juin 1942
- Commandement de la défense orientale, armée des États-Unis, 30 juillet 1944
- Commandement du transport aérien, 1er janvier 1946 – 7 avril 1947

Revenu sous le contrôle du gouvernement islandais le 7 avril 1947 puis est revenu sous le contrôle conjoint entre l'Islande et les Etats-Unis, le 23 mai 1951.
- Groupe de travail interarmées n° 109, 7 mai 1951
- Force de défense islandaise, 6 juillet 1951
- Service du transport aérien militaire *, 1er septembre 1951
- Commandement de la défense aérienne, 1er juillet 1962, redésigné Commandement de la défense aérospatiale le 15 janvier 1968
- Commandement aérien tactique, 1er octobre 1979
- Commandement de combat aérien, 1er juin 1992
- Forces aériennes américaines en Europe, 1er octobre 1992 – 28 juin 2006

Redésigné Commandement de la défense aérospatiale, 15 janvier 1968
Après le 1er juillet 1961, les MAJCOM de l'USAF n'ont opéré qu'en tant que locataires.

## Opérations
La base aéronavale de Keflavik était le commandement hôte de toutes les activités de défense américaines en Islande. Les principaux commandements stationnés sur la base étaient le 85e groupe de l'USAF, Fleet Air Keflavik, le quartier général de la Force de défense islandaise fournie par les États-Unis, la station navale d'informatique et de télécommunications (NCTS) de Keflavik, l'hôpital naval américain de Keflavik et le système de surveillance sonore (SOSUS). terminal terrestre de l'installation navale (NAVFAC) de Keflavik. Les postes de commandant de la flotte aérienne de Keflavik et de commandant des forces de défense islandaises étaient occupés par le même contre-amiral de la marine américaine. Il y avait plus de 25 commandements différents de tailles et de personnel différents de l'armée américaine, de la marine américaine, de l'armée de l'air américaine, du corps des marines américains et de la garde côtière américaine en Islande. Étaient également présents des représentants du Canada, des Pays-Bas, de la Norvège et du Danemark.
NASKEF était chargé de fournir toutes les installations de soutien, y compris les pistes, les logements, les installations de ravitaillement et de loisirs. La mission principale de la base aéronavale de Keflavik était d'entretenir et d'exploiter des installations et de fournir des services et du matériel pour soutenir les opérations des activités aéronautiques et des unités des forces opérationnelles de la Marine et d'autres activités et unités, telles que désignées par le chef des opérations navales.

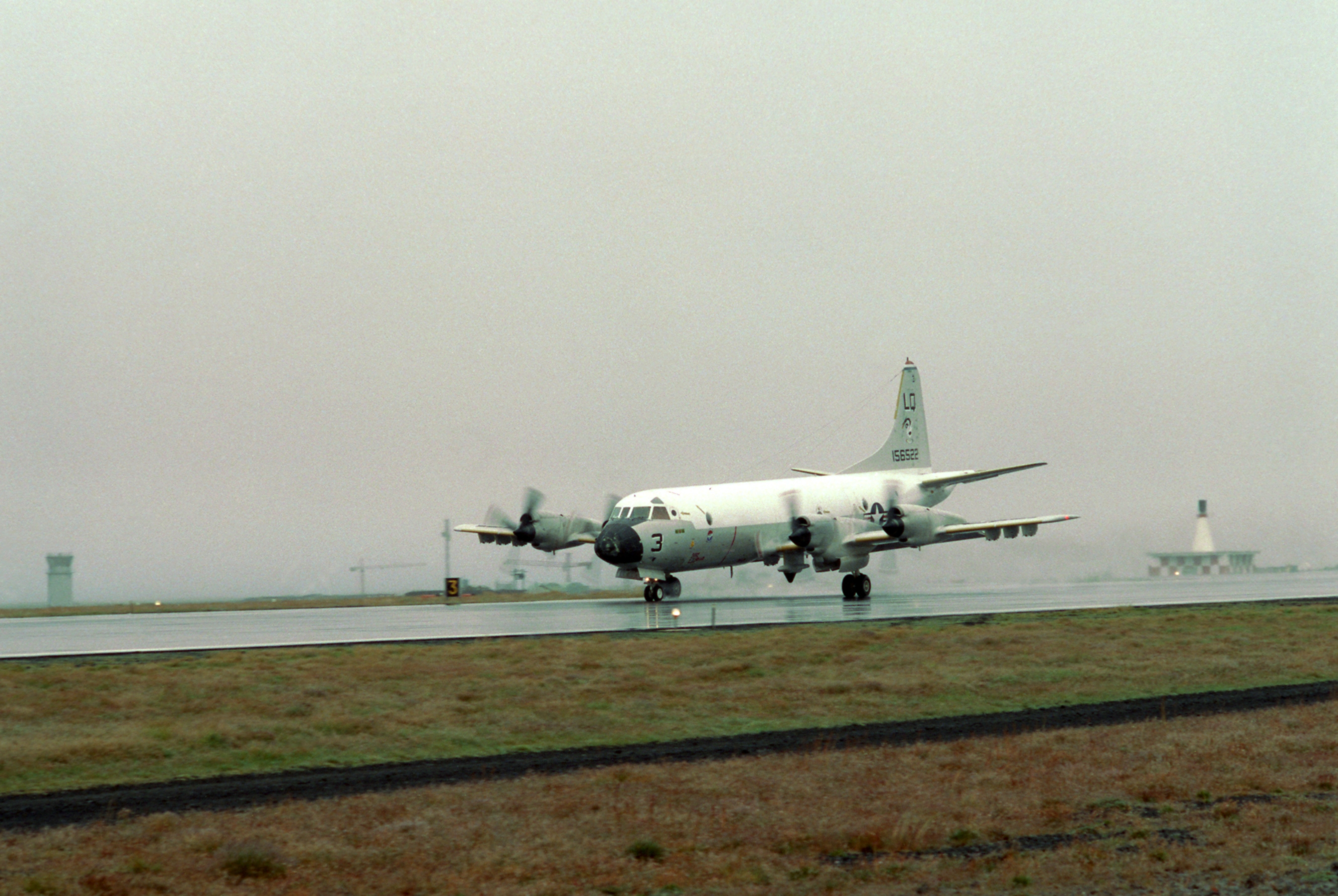
Un P-3C Orion de l'US Navy du Patrol Squadron 56 (VP-56) à Keflavik, 1977.

L'utilisation de l'installation par l'US Navy a permis d'héberger des escadrons rotatifs P-3 Orion, des avions, des équipages de conduite, du personnel de maintenance et de soutien administratif depuis leurs bases d'origine du CONUS pour des déploiements de six mois à l'appui de missions de guerre anti-sous-marine et de patrouille maritime jusqu'en 2004. En tant que mission de l'OTAN, les P-3 de l'US Navy étaient fréquemment complétés par des escadrons P-3 de la Réserve de l'US Navy et des détachements de CP-140 Aurora des Forces canadiennes, de la Marine royale néerlandaise P-3, de la Marine allemande Breguet Atlantique ainsi que des Hawker Siddeley Nimrod de la Royal Air Force.
Les unités de la Garde nationale de l'armée et les forces de sécurité maritimes intérimaires ont pris d'assaut les champs de lave entourant la base lors d'exercices d'entraînement tels que Northern Viking.
NAS Keflavik employait environ 900 civils islandais qui travaillaient avec du personnel militaire, fournissant les services nécessaires au fonctionnement de la base. Vingt-quatre heures sur vingt-quatre, sept jours sur sept, l'aérodrome était disponible pour les activités de patrouille maritime, de défense aérienne et pour le transit d'avions entre l'Amérique du Nord et l'Europe, en plus de soutenir l'aviation civile internationale de l'Islande.

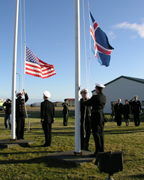
Le drapeau de l'Islande est hissé et le drapeau des États-Unis est abaissé alors que les États-Unis remettent la base aéronavale au gouvernement islandais.

La base de l'OTAN n'avait pas d'accord sur le statut des forces (SOFA) avec le gouvernement islandais et la base ne disposait pas des portes de sécurité d'entrée routière caractéristiques de la plupart des installations militaires, n'ayant à la place que des fonctionnaires des douanes islandaises. Les ressortissants islandais avaient un accès illimité à la majeure partie de la base, d'autant plus que le terminal de l'aéroport international civil se trouvait également sur la base à l'époque. Les ressortissants islandais n'étaient interdits que d'accéder aux installations militaires réellement soumises à des restrictions de sécurité, telles que les aires de stationnement pour avions, les escadrons et les hangars et les centres d'opérations classifiés. Au plus fort de la guerre froide, cette situation d'accès a suscité des inquiétudes définitives en matière de sécurité opérationnelle (OPSEC) de la part des responsables américains et de l'OTAN en raison d'activités d'espionnage potentielles de la part d'agents soviétiques se faisant passer pour des ressortissants islandais. En outre, au cours de la même période, l’ex-Union soviétique a construit l’une de ses plus grandes ambassades dans la capitale voisine, Reykjavik, qui servait également de couverture diplomatique pour les activités de collecte de renseignements contre les forces militaires des États-Unis et de l’OTAN. L'accès à la base a été restreint au personnel militaire et civil autorisé après la construction d'un nouveau terminal pour passagers civils de l'autre côté de l'aérodrome au milieu des années 1980.
La base offrait une grande variété de services récréatifs, notamment du bowling, de la natation, un gymnase, du théâtre, des clubs sociaux, un restaurant Wendy's et des centres de loisirs. Les autres services comprenaient un Navy Exchange, un commissaire, une banque, une coopérative de crédit, un hôpital, un salon de beauté, un bureau d'excursions et des vols de moral vers le reste de l'Europe et les États-Unis. Le golf était disponible dans une communauté voisine.
Le personnel de la base américaine avait ses propres noms pour différents endroits en Islande, par exemple « Kef » pour Keflavík et « Hurdygurdy » pour Hveragerði[réf. nécessaire].

## Installation navale (NAVFAC) Keflavik
63°57′13.4″N 22°42′23.5″W / 63.953722°N 22.706528°W
La décision de 1965 de déployer le système de surveillance sonore en mer de Norvège a été suivie par la création de l'installation navale de Keflavik, où les données du réseau en mer ont été traitées et affichées au moyen de l'analyseur et de l'enregistreur à basse fréquence (LOFAR). En 1966, le premier déploiement d'un système de réseau de 3 x 16 éléments a pris fin dans l'installation. Le NAVFAC Keflavik a été mis en service le 1er mars 1966 avec neuf officiers et soixante-neuf soldats, pour finalement atteindre 15 officiers et 163 soldats,.
La première détection de sous-marins soviétiques de classe Victor et Charlie s'est déroulée en 1968 suivie par la première détection d'un sous-marin nucléaire soviétique de classe Delta en 1974. La première détection d'un sous-marin nucléaire soviétique a été effectuée par l'installation navale américaine de la Barbade, le 6 juillet 1962, qui a repéré un sous-marin au large des côtes norvégiennes, alors qu'il entrait dans la fosse Groenland-Islande-Royaume-Uni (GIUK).

## Dans la culture populaire
NAS Keflavik figure dans le roman techno-thriller de Tom Clancy de 1986, Red Storm Rising. La base de Keflavik est également mentionnée dans le thriller mystérieux de l'auteur islandais Arnaldur Indriðason de 1999, Napóleonsskjölin, publié en anglais en 2011 sous le titre d'Opération Napoléon.

## Voir également
- Force de défense islandaise
- Militaire d'Islande

## Lectures complémentaires
- Pétursson, Gustav (2020). Les relations de défense entre l'Islande et les États-Unis et la fermeture de la base de Keflavík . Thèse de doctorat, Université de Laponie.